# بسبعل
بسبعل  هي إحدى القرى اللبنانية من قرى قضاء زغرتا في محافظة الشمال. وهي غير بلدة سبعل في نفس القضاء الإداري.